# Anstaltskirche Hl. Kreuz im LKH Graz II Standort Süd

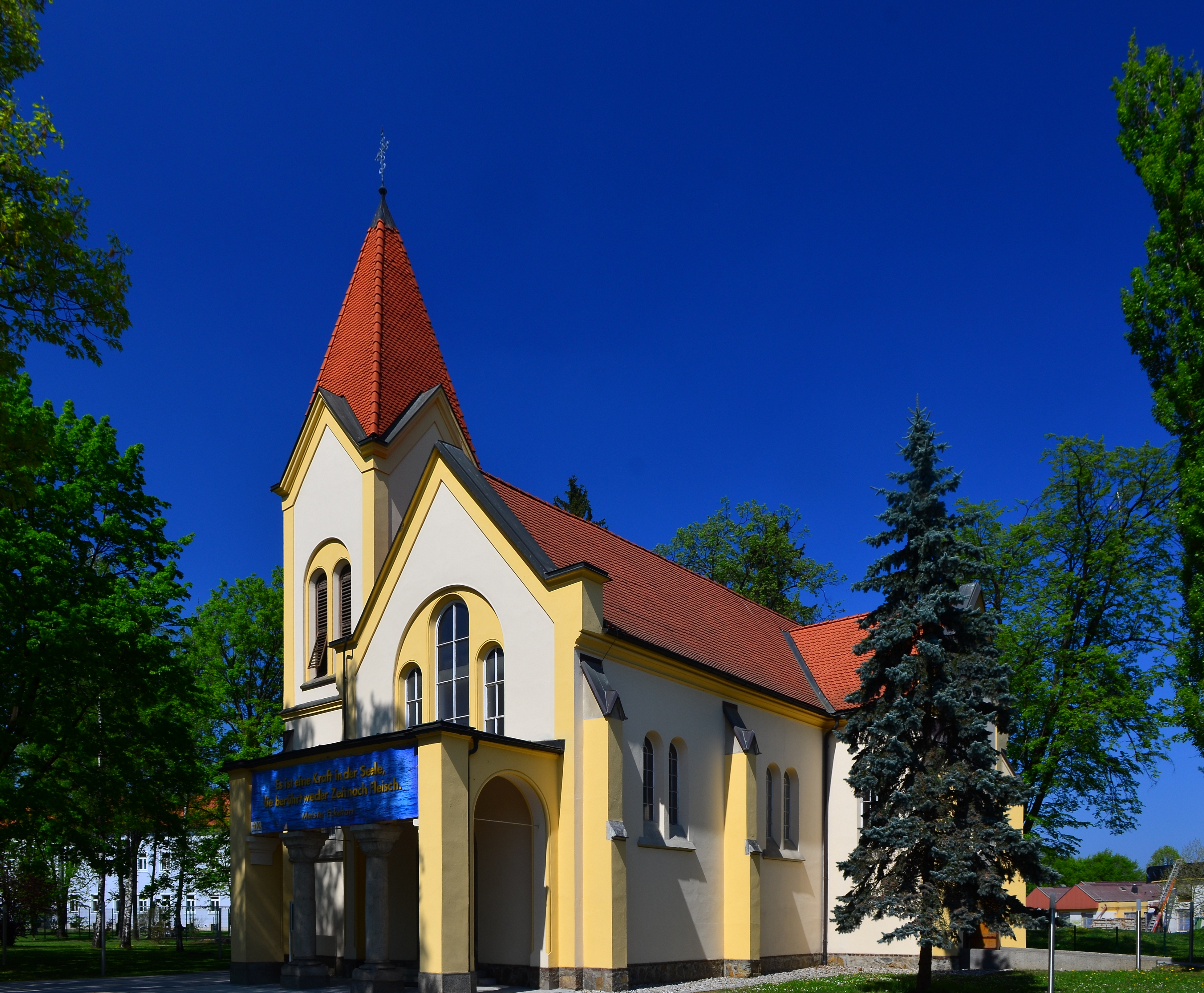
Anstaltskirche Hl. Kreuz

Die Anstaltskirche Hl. Kreuz im LKH Graz II Standort Süd ist eine Kirche im Grazer Stadtbezirk Straßgang. Sie steht auf dem Gelände des Standorts Süd des Landeskrankenhauses Graz II und gehört zur Pfarre Graz-St. Elisabeth in Webling.
Ende des 19. und Anfang des 20. Jahrhunderts wurde die Kirche des Standorts Süd des LKH Graz II nach den Plänen von Josef Flohr erbaut. Sie ist ein mittelgroßer Bau mit kreuzförmigem Grundriss und wurde in neoromanischem und neogotischem Stil errichtet. An der Südostseite befindet sich ein Turm mit Spitzhelm. Der Innenraum besteht aus einem zweijochig-einschiffigen Langhaus mit einem Kreuzgratgewölbe auf Wandpfeilern. Die Einrichtung stammt zum Teil aus der Entstehungszeit der Kirche.